# Сен-Мексанская хроника
Сен-Мексанская хроника (Хроника Святого Мексана; лат. Chronicon Sancti Maxentii, фр. Chronique de Saint-Maixent) — написанная в XII веке на латыни анонимная всемирная хроника, описывающая события от Сотворения мира до 1140 года.

## Описание
Хроника названа по месту создания — аббатству Святого Максентия в Сен-Мексан-л’Эколь. Также известна под названием «Хроника Мальезе» (лат. Chronicon Malleacense, фр. Chronique de Maillezais) по месту нахождения рукописи — аббатству в селении Мальезе. Хотя в тексте «Сен-Мексанской хроники» имя её автора не называется, предполагается, что им мог быть аббат Пьер-Раймунд, в 1134—1164 годах управлявший аббатством, посвящённым святому Максентию Агдскому.
«Сен-Мексанская хроника» составлена приблизительно между 1126 и 1141 годами во Французском королевстве. Вероятно, около 1126 года был составлен первый вариант хроники, в 1141 году дополненный сообщениями о позднейших событиях. «Сен-Мексанская хроника» сохранилась в двух рукописях. Первая (BN MS Latin 4892) хранится в Национальной библиотеке Франции и датируется XII веком. Вторая находится в Ватиканской апостольской библиотеке (BAV, Regin. lat. 554) и является сделанной в XV веке копией первой. Всего в рукописи 207 листов.
В современную историографию «Сен-Мексанская хроника» введена в 1616 году Андре Дюшеном. Первое полное печатное издание наиболее важной части хроники осуществлено Филиппом Лаббе в 1657 году.
Первые семь книг «Сен-Мексанской хроники», занимающие 189 страниц манускрипта, описывают события от Сотворения мира до правления короля франков Пипина Короткого. Это наименее важная часть хроники, так как она является компиляцией дошедших до нашего времени исторических источников. По утверждению автора хроники, его целью было продолжить трактат Юлия Флора, доведя его до современных ему событий. Основной первоисточник сведений для этой части «Сен-Мексанской хроники» — труд жившего в IX веке историка Фрекульфа. Также используются данные, почерпнутые из сочинений Павла Орозия, Евсевия Кесарийского, Кассиодора, Иордана, Павла Диакона, Беды Достопочтенного, «Liber Pontificalis», Григория Турского и других античных и раннесредневековых историков.
Затем идёт оригинальный текст, охватывающий 751—1140 годы: его чаще всего и называют собственно «Сен-Мексанской хроникой». В работе над этой частью хроники её автор использовал многочисленные доступные ему источники, как известные (например, «Хронику» Адемара Шабанского, различную агиографическую литературу, франкские анналы, «Историю иерусалимского похода» и документы из картулярия Сен-Мексанского аббатства), так и не сохранившиеся до нашего времени (в том числе, фрагменты житий и различных анналов из Пуату, Ангумуа и Анжу). Начиная с событий 1126 года, хроника является совершенно оригинальным сочинением.
Содержащиеся в «Сен-Мексанской хронике» сведения из не дошедших до нас сочинений, а также описания событий XII века, отсутствующие в других средневековых хрониках, делают её ценным источником по истории Франции периода правления монархов из династий Каролингов и Капетингов.

## Издания
На латинском языке
- Sancti Maxentii in pictonibus chronicon // Nova Bibliotheca Manuscriptorum Librorum  / Labbé Ph. — Paris: Sebastianum Cramoisy et Gabriele Cramoisy, 1657. — Т. II. — P. 190—221.
- Chronicon Sancti-Maxentii Pictavensis // Chroniques des églises d’Anjou  / Marchegay P., Mabille E. — Paris: J. Renouard, 1869. — P. XXXII—XXXVI & 349—433.

На французском языке
- La chronique de Saint-Maixent (751—1140) / Verdon J. — Paris: Société d’édition les Belles lettres, 1979. — 229 p. — (Les Classiques de l’histoire de France au Moyen Âge)..
- La chronique de Maillezais (ou de Saint-Maixent), de 751 à 1140 (1ère partie: de 751 à 1040, 2ème partie: de 1040 à 1140) (фр.) (лат.)